# Sint Maarten (terytorium)

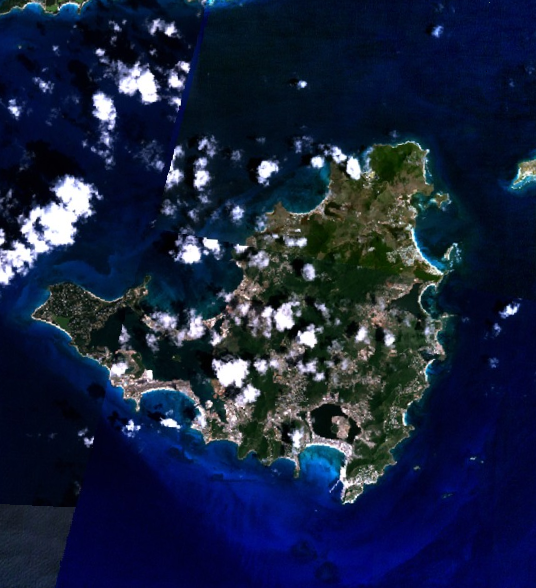
Saint Martin – satelitarne zdjęcie NASA

Sint Maarten – terytorium zależne Holandii (de iure autonomiczny kraj wchodzący w skład Królestwa Niderlandów) położone w Małych Antylach, zajmujące południową część wyspy o tej samej nazwie. Do 10 października 2010 roku jedna z pięciu jednostek administracyjnych (eilandgebied) wchodzących w skład Antyli Holenderskich; na podstawie reformy konstytucyjnej Królestwa Niderlandów, 10 października 2010 roku Antyle Holenderskie przestały istnieć, a Sint Maarten stało się osobnym terytorium zależnym Holandii o specjalnym statusie.
Powierzchnia Sint Maarten wynosi 34 km², a zamieszkuje ją ok. 35 000 osób. Językiem urzędowym jest niderlandzki, lecz powszechnie używany jest język angielski. Stolicą jest miasto Philipsburg liczące ok. 1300 mieszkańców.
Domeną internetową dla Sint Maarten jest .sx.

## Geografia
Sint Maarten zajmuje południową część wyspy Sint Martin, która cechuje się górzystym krajobrazem. Tereny obejmujące wyspę wznoszą się jedynie na 300–400 m n.p.m. a krajobraz w niektórych miejscach jest wybitnie nizinny. Na terytorium Sint Maarten jak i całej wyspy panuje równikowy klimat. Roślinność jest w znacznym stopniu wyniszczona, gdzie znaczne tereny zajmuje zabudowa miejska i tereny rolnicze. Rosną niewielkie fragmenty lasów tropikalnych. Wyspę otaczają rafy koralowe. Co roku region nawiedzają cyklony tropikalne.
Przez wyspę przebiega granica lądowa z francuskim terytorium Saint-Martin.

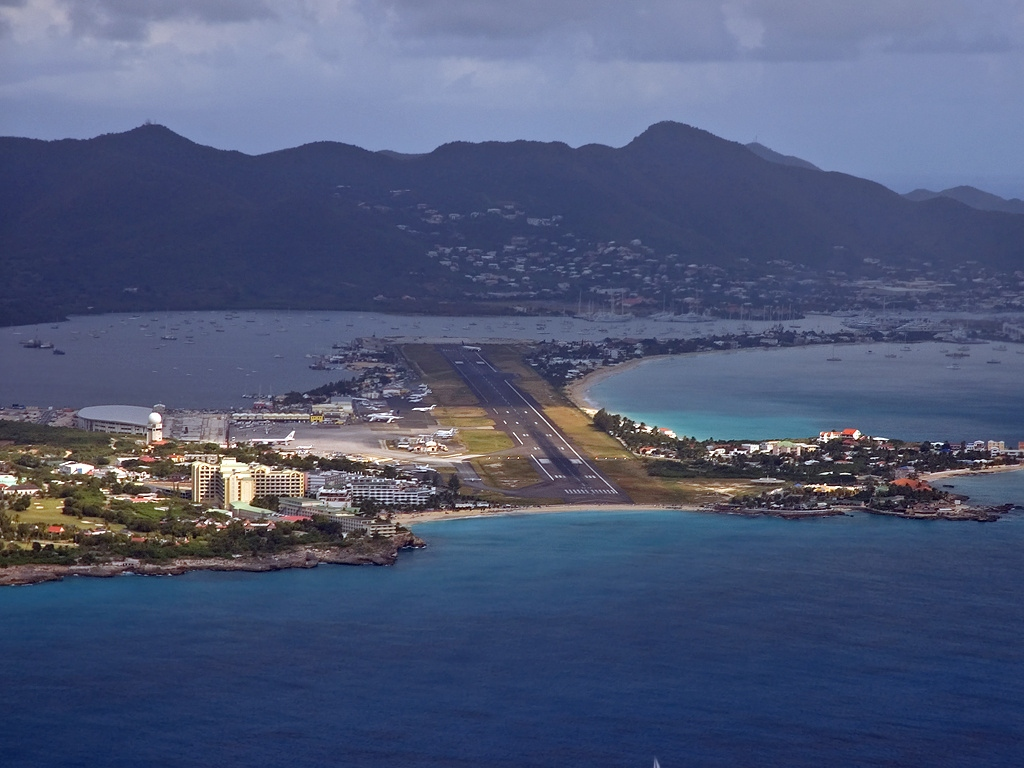
Międzynarodowy port lotniczy Princess Juliana - główny port lotniczy wyspy
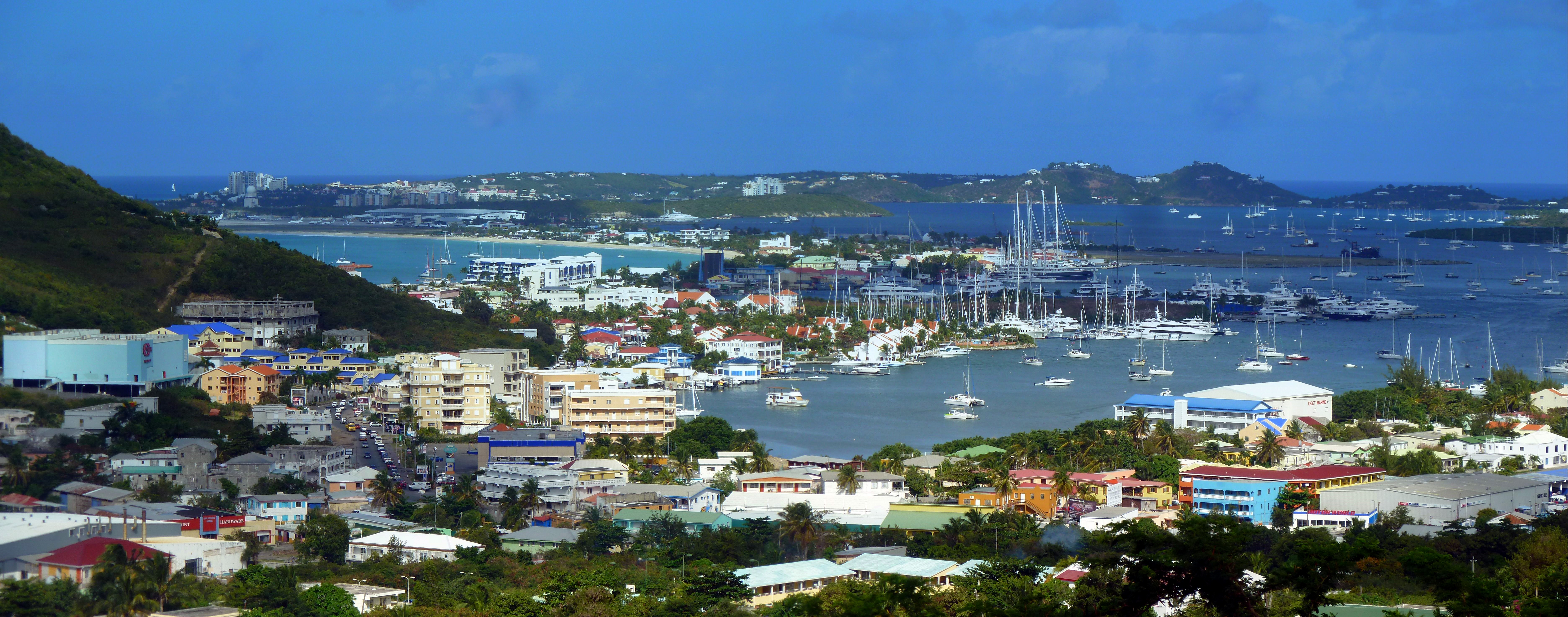
Widok na miejscowości m.in. Cole Bay, Simpson Bay,  w kierunku lotniska
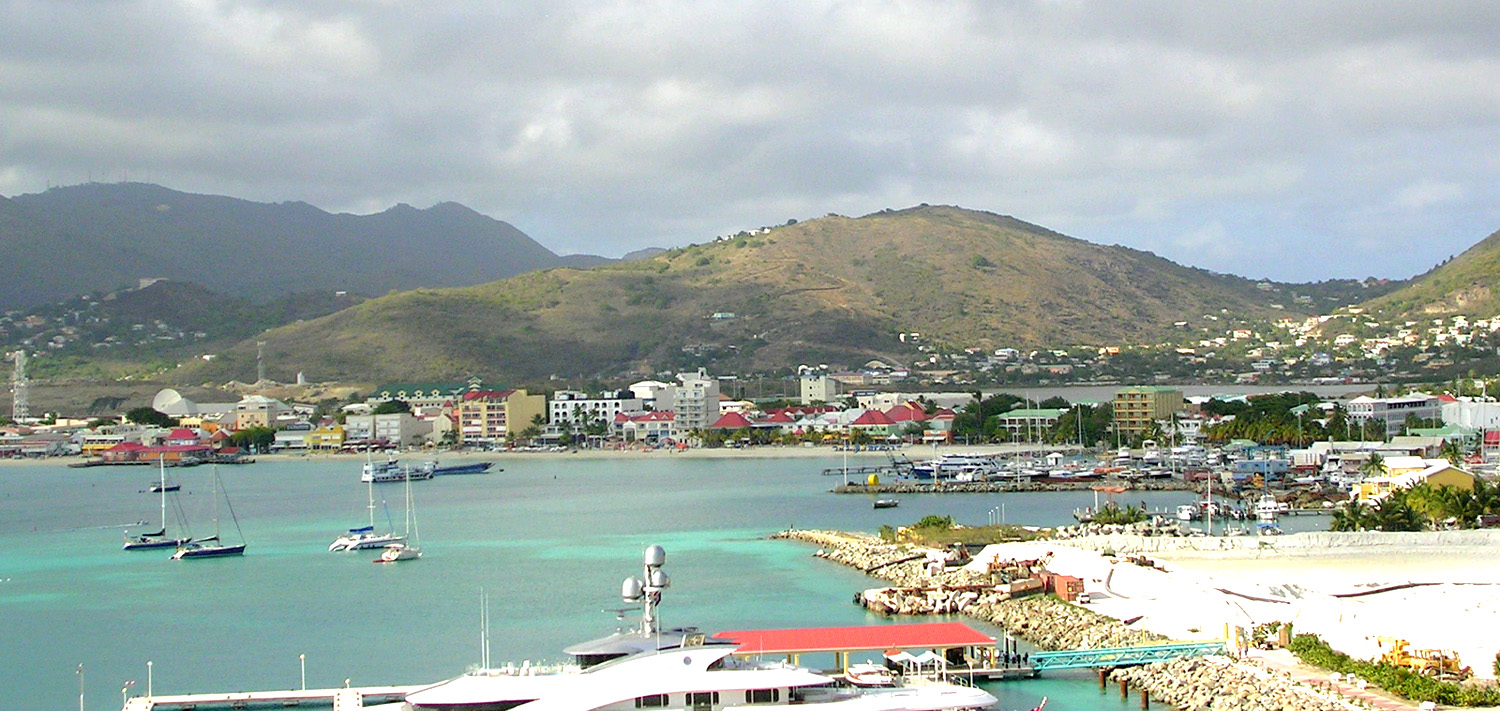
Philipsburg stolica i główne miasto na wyspie Sint Maarten

## Religia
- protestantyzm – 41,9%:
  - zielonoświątkowcy – 14,7%
  - metodyści – 10%
  - adwentyści dnia siódmego – 6,6%
  - baptyści – 4,7%
  - anglikanie – 3,1%
- katolicyzm – 33,1%
- hinduizm – 5,2%
- chrześcijaństwo (nieokreśleni) – 4,1%
- Świadkowie Jehowy – 1,7% (zobacz: Świadkowie Jehowy na Sint Maarten)
- ewangelikalizm (nieokreśleni) – 1,4%
- islam/judaizm – 1,1%
- inne religie – 1,3%
- brak religii – 7,9%
- brak odpowiedzi – 2,4%.